# 1600 az irodalomban
Az 1600. év az irodalomban.

## Események

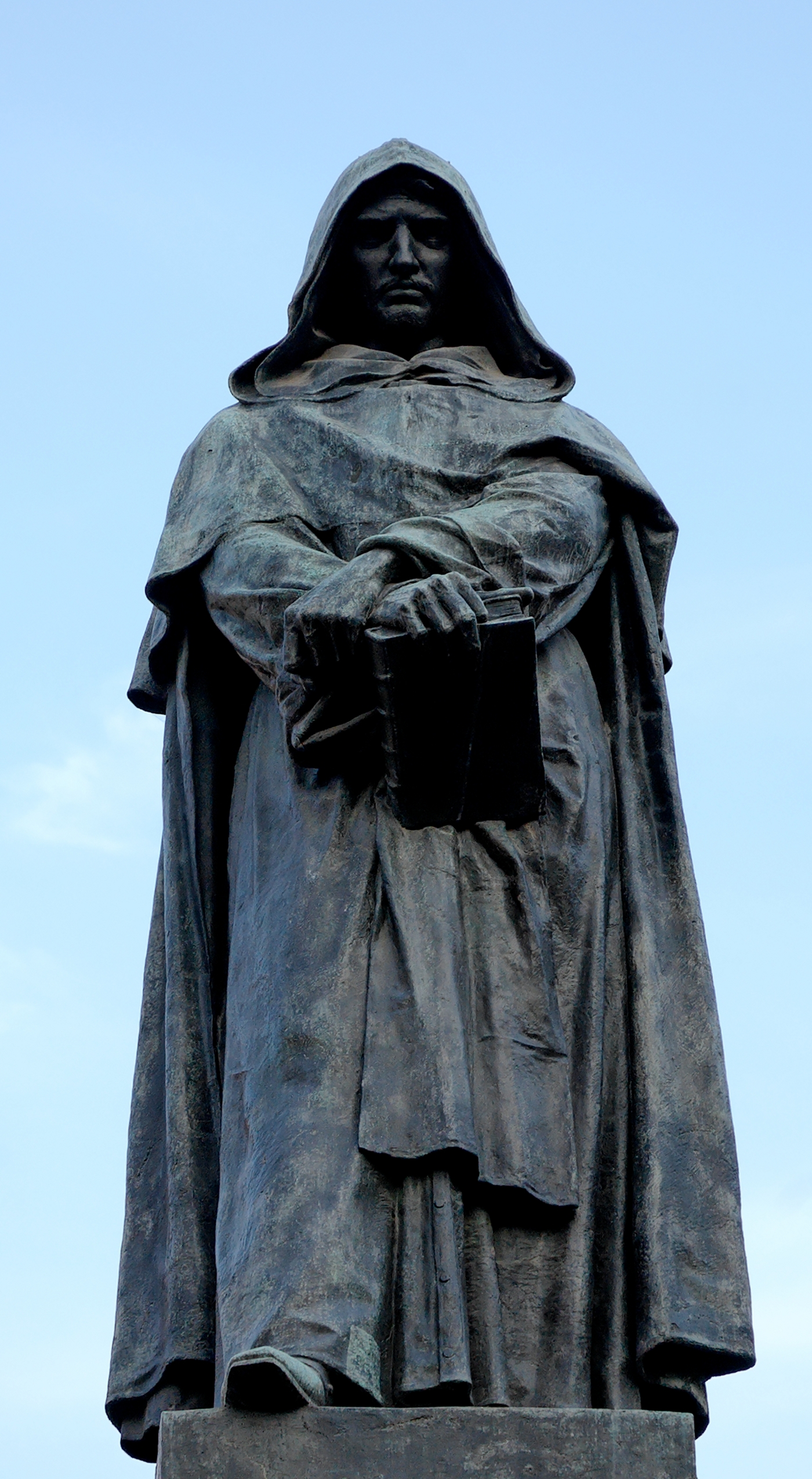
Giordano Bruno szobra Rómában

- Az évekig börtönben tartott Giordano Brunót az inkvizíció máglyahalálra ítéli, és február 17-én Rómában elevenen elégetik.

## Új művek
- William Shakespeare: A velencei kalmár (The Merchant of Venice), Szentivánéji álom (A Midsummer Night's Dream), Sok hűhó semmiért (Much Ado about Nothing)
- Christoph Platin Anvers-ben megjelenteti többnyelvű(wd) (arámi, héber, görög és latin) bibliáját

## Születések

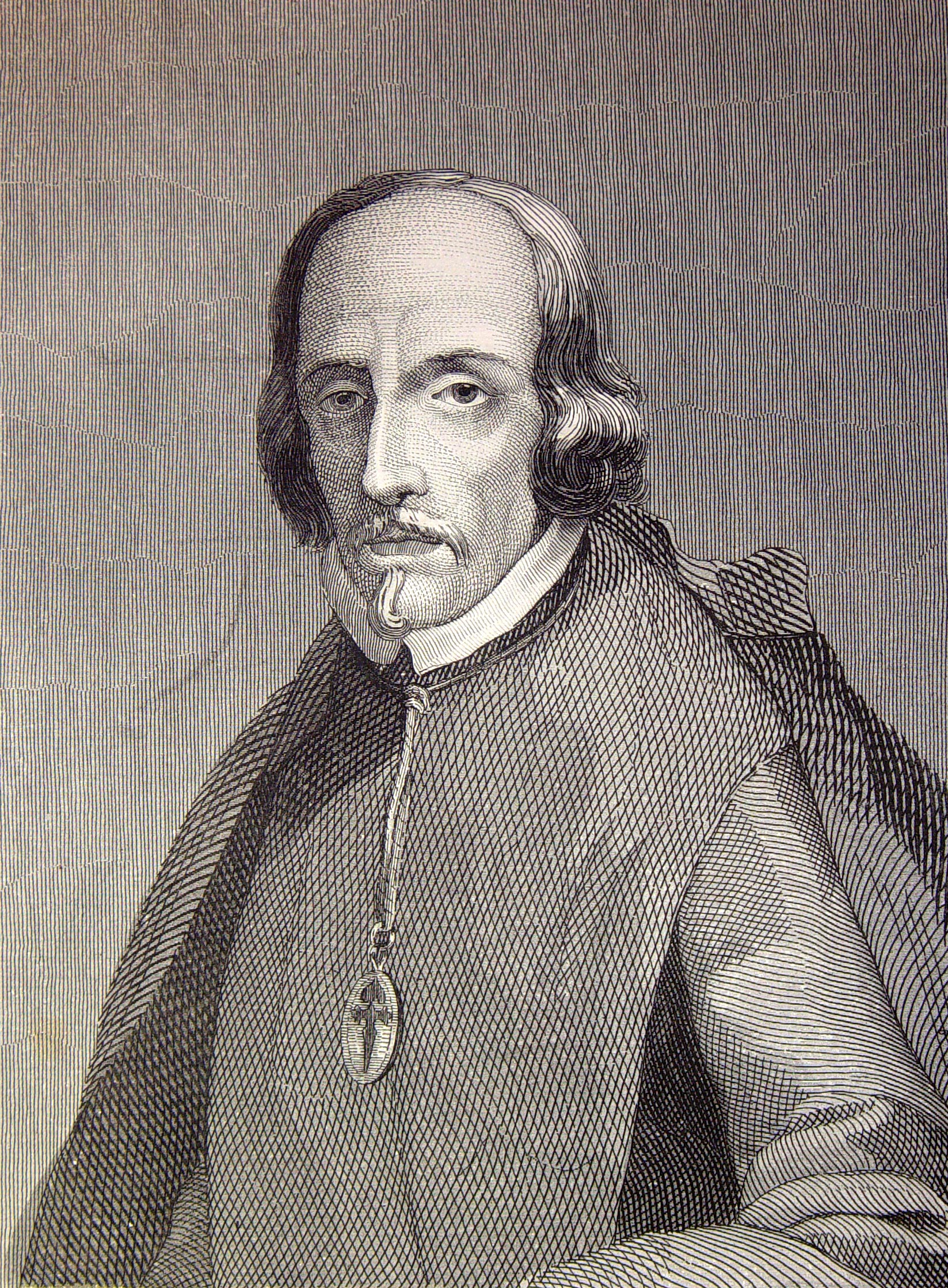
Pedro Calderón

- január 17. – Pedro Calderón de la Barca spanyol költő és drámaíró († 1681)
- 1600 – Marin Le Roy de Gomberville francia költő, író († 1674)

## Halálozások
- február 17. – Giordano Bruno itáliai dominikánus szerzetes, filozófus, író, a reneszánsz kiemelkedő alakja (* 1548)
- április 7. – Báki, vagy Mahmud Báki (oszmán-törökül Mahmud Abdülbâkî; oszmán-török költő, a török irodalom egyik legnagyobb alakja, akit már életében is a „költők szultánjának” neveztek (* 1526)
- 1600 – Balthasar Russow livóniai észt lutheránus prédikátor, krónikaíró (* 1536 körül)[1]